# Thionia maculata
Thionia maculata är en insektsart som beskrevs av Melichar 1906. Thionia maculata ingår i släktet Thionia och familjen sköldstritar. Inga underarter finns listade i Catalogue of Life.